# جادسون فيليبس
جادسون فيليبس (بالإنجليزية: Judson Philips)‏ (10 أغسطس 1903، نورثفيلد في الولايات المتحدة - 7 مارس 1989، كانان في الولايات المتحدة)؛ كاتب وروائي أمريكي. درس في جامعة كولومبيا.

## روابط خارجية
- جادسون فيليبس على موقع IMDb (الإنجليزية)
- جادسون فيليبس على موقع قاعدة بيانات الفيلم (الإنجليزية)